# المسمية الكبيرة
المسمية أو المسمية الكبيرة هي قرية فلسطينية في السهل الساحلي الجنوبي كانت تتبع لواء غزة وتقع إلى الجنوب من مدينة الرملة، وإلى الشرق قرية المسمية الصغيرة تبعد عنها حوالي 2 كم. دمّرت وهجر أهلها في نكبة عام 1948.

## التسمية
سميت بالمسمية الكبيرة تمييزاً عن المسمية الصغيرة التي سمّيت نسبة إلى جماعة ترجع أصولهم إلى قبيلة المحاميد وفدوا من بلدة صغيرة تُدعى (الْمَسْمِيَّة) تقع في حوران وتبعد 56 كم جنوب دمشق ونحو 37 كم عن مركز (إزْرَع)، عرفت هذه البلدة بجودة أراضيها وخصوبة تربتها، ويقال أنّ جماعة من سكانها تركوها ونزحوا إلى المسمية في فلسطين في الثلث الأول من القرن التاسع عشر الميلادي وسموا بلدتهم الجديدة باسم بلدتهم القديمة، المسمية الصغيرة. وتشير إحدى الروايات إلى شخص قدم من حوران في سوريا وهو صالح المحاميد وابن عمه الذين ينتسبون إلى قبيلة المحاميد، وكان صالح له خبرة في الزراعة وعندما سكن المسمية الكبيرة سئل من اين جئت قال: من بلاد حوران وعند حدوث أي مشكلة زراعية كانوا يلجأون اليه ويقولون حلها الحوراني ومن هنا لصق به اسم الحوراني.[بحاجة لمصدر]

## الجغرافيا
كانت المسمية تتبع لواء غزة في فلسطين الانتدابية، وتقع على إحداثيات خطوط الطول ودوائر العرض (31.759918, 34.784946)، على تقاطع الطرق المؤدي إلى المجدل وإلى الشمال الشرقي من مدينة غزة، وتبعد عنها 41 كم، كما تبعد عن مدينة يافا بنحو 39 كم، وترتفع 75 متر عن سطح البحر، ويخترقها وادي الزريقة أحد روافد وادي صقرير. وتحيط بأراضي القرية أراضي قرى (المسمية الصغيرة) و (ياصور) و (القسطينة) و (بشيت) و (قَطْرة) و (المُخَيْزِن) و (الخيمة) من قضاء الرملة.
تبلغ مساحة أراضيها 20687 دونماً، منها مساحة القرية 135 دونماً و464 دونماً للطرق والوديان و229 دونماً ملكها اليهود. وقد غرس البرتقال في 1005 دونمات، جميعها للعرب وأعماق آبارها تتراوح بين 20 و50 متراً. كما اعتاش أهلها من تربية الطيور الداجنة، وكان سوقها الأسبوعي يوم الخميس.
بلغت كمية الأمطار التي تساقطت في سنتي (1937/1936) و (1938/1937) في المسمية، كما سجله مقياس مطر مدرستها 416,9 مم و524,2 مم على التوالي.

## التاريخ
أتى إلى ذكر المسمية الرحالة المتصوف الشامي مصطفى البكري الصديقي، الذي زار المنطقة في أواسط القرن الثامن عشر الرحلة مذكور في الخالدي. في أواخر القرن الثامن عشر أشار الرحالة والعلامة الفرنسي فولني إلى أن المسمية تنتج كميات كبيرة من القطن المغزول. أما نعت (الكبيرة) فقد أضيف لاحقاً اسم القرية لتمييزها من توأمها المسمية الصغيرة، التي أقيمت قبل قرن من الزمن تقريباً. في أواخر القرن التاسع عشر كان للمسمية الكبيرة شكل شبه وكانت قاعدة شبه المنحرف هذا مواجهة للغرب. وكانت القرية محاطة بالجنائن ومنازلها مبنية بالطوب أو الاسمنت. أما البناء الأحدث عهدا فيها، فقد امتد نحو الغرب والجنوب الغربي.

### النكبة
سقطت المسمية الكبيرة خلال ما يعرف في الرواية الصهيونية بعملية أن- فار (التي سقط في عده قرى مثل بعلين، تل الصافي، بركوسيا، وجسير). وقد أشارت صحيفة (نيورك تايمز) إلى أن القرية كانت محتلة في 11 تموز\ يوليو 1948، وهذا ما عوق محاولة مصرية للاختراق في اتجاه اللطرون من ناحية المجدل. غير أن (تاريخ حرب الاستقلال) يذكر أنها كانت إحدى القرى التي احتلت خلال (عدة عمليات تطهير في مؤخرة اللواء (لواء غفعاتي)، لإزالة التهديد والخطر المائل في وجود تجمعات سكنية عربية في مؤخرة الجبهة.
قامت المنظمات الصهيونية المسلحة بهدم القرية وتشريد أهلها البالغ عددهم عام 1948 (2923 نسمة)، وكان ذلك في 8 يوليو 1948 م. وبلغ مجموع اللاجئين من هذه القرية في عام 1998 (17952 نسمة).

### اليوم
ما زالت المدرستان وعدة منازل من القرية قائمة. أما مدرسة البنات فمهجورة بينما تحولت مدرسة البنين إلى منشأة للجيش الإسرائيلي. بعض المنازل التي بقيت أهل، وبعضها الأخر حول إلى مستودعات. وثمة منزل تحول إلى محل لبيع العصير (انظر الصورتين)، وهذه المنازل جميعها مبنية بالأسمنت ولها خصائص معمارية بسيطة، أي سقوف مسطحة وأبواب ونوافذ مستطيلة. وثمة شجرة نخيل تنمو في فناء منزل كان لفلسطيني يدعى توفيق الرابي. وهناك محطة وقود إسرائيلية حيث كانت محطة القرية (التي كانت ل محمد عبد ربه صباح المكنى أبو حامد). أما الأراضي المجاورة احتلها المستوطنون الإسرائيليون واستغاوها في الزراعة.

## السكان
قدر عدد سكانها عام 1922م (1390 نسمة) وبلغوا في عام 1931 م (1752 نسمة) بينهم 902 من الذكـور و805 من الإناث لهم 354 بيتاً وفي عام 1945 م (2520 نسمة) وفي 8/7/1948 م قدروا بنحـو (2923 نسمة) جميعهم عرب مسلمون.
عاشت في المسمية الكبيرة عائلات مهنا، ياغي، السيد، ذياب، خشان، معيقل، ثابت، النجار، الخطيب /العالم، أبو زعنونة، أبو حية، كراز، عوض الله، أبو دية، الحانوتي، أبو زايد، الرملي، طبية، سيف، صباح، أبو لاشين، أبو حجر، الرابي، إعمر، شاهين، البغدادي، حجازي، معبد، عثمان، أبو العطا، سريس، ذهب، السعيد، سعد، ضوة، نجم، الجمال، البهبهاني، العمودي، أبو نعمة، أبو علفة، أبو فضة، الجمال، سحلول، أبو ناصر، قرطم، ياسين، الزهيري، شاكر، هدهود، أبو صرار، مطر، أبو رزق، المزين.
كان في القرية جامعان، ومدرستان مدرسة للبنين والثانية للبنات. أما مدرسة البنين فقد تأسست عام 1922 ثم أخذت تتقدم بسرعة حتى أضحت ابتدائية كاملة. بلغ عدد طلابها (307) طلاب يوزعون على سبعة صفوف يعلمهم 8 معلمين تدفع القرية عمالة واحد منهم. وأُنشئت مدرسة للبنات في عام 1944 م بلغ عدد طالباتها 39 طالبة تعلمهن معلمة واحدة، على حساب الحكومة. هذا وفي المسمية 350 رجلاً يلمون بالقراءة والكتابة.

## أصول السكان
1. تذكر عائلة (مهنّا) أنهم حجازيون لهم أقارب في قضاءي طولكرم والخليل وأن أجدادهم لما نزلوا هذه القرية غلبوا حمولة (الزَّهارنة) التي كانت مسيطرة على المسمية وحلوا محلهم فيها.
2. عائله أبو زعنونة. اصل عائلة ابوزعنونه يعود إلى أكراد شمال العراق وجنوب شرق تركيا ما قبل ١٠٠٠ سنة تقريبا وقدموا مع جيش صلاح الدين الأيوبي أبان فتوحات بيت المقدس واستقروا في مدينة الخليل قبل المسمية وبعدها انتقلو إلى مسميه وسكنو فيها فكان من العائلة في مسميه المفكرين وشيوخ ومزارعين وتجار وكان أحمد مسلم أبو زعنونه من مجلس قريه. وكلمة (ابوزعنونه) هي كلمة خليلية بحته أطلقت على جدنا (أحد الجنود المشرفين على إحدى مناطق الخليل) وتعني ابوزعنونه القطعة الصغيرة الموجودة على خوذة هذا الجندي. 4. من أمراء بريده في السعودية الأمير مهنا الصالح أبا الخيل من عنزة تولى إمارة بريده عام 1280 هجري (1863 ميلادي)، قتله آل أبي عليان وكان مهنا المذكور قد تغلب على البلد واستمال أعيانها وكثر أعوانه، وكان صاحب ثروة ومال، فاتفقوا على قتله في ليلة الجمعة التاسع عشر من المحرم من سنة 1292 هجري (1875 ميلادي)، ودخلوا في بيت على طريق مهنا واختفوا فيه، فلما خرج لصلاة الجمعة خرجوا عليه من البيت وقتلوه، ثم ساروا إلى قصر مهنا الجديد المعروف، فدخلوه وتحصنوا فيه، فحاصرهم أولاد مهنا وعشيرتهم وأهل بريده في القصر وثارت الحرب بينهم وبين آل أبي عليان، فضرب آل أبي عليان علي بن محمد بن صالح أبا الخيل برصاصة فوقع ميتا، ثم ضربوا حسن بن عودة أبا الخيل برصاصة فوقع ميتا، فحفر آل أبي الخيل ومن معهم من أهل بريده حفرا تحت المقصورة التي فيها آل أبي عليان ووضعوا فيها باروداً وأشعلوا فيه النار، فثار البارود، وسقطت المقصورة بمن فيها، فمات بعضهم تحت الهدم، وبعضهم امسكوه وبعضهم فروا هرباً، وتولى إمارة بريده حسن بن مهنا أبا الخيل بعد مقتل أبيه سنة 1292 هجري (1875 ميلادي)، ومن بعده تولى الإمارة ابنه صالح حسن مهنا سنة 1323 هجري (1905 ميلادي). وكانت قبيلة آل أبا الخيل لها هيبة مميزة بين القبائل العربية الأخرى ويتقلدون مناصب رفيعة في الدولة السعودية من أهمها حديثا منصب وزير المالية الذي يتقلده الوزير عبد الله أبا الخيل كما أن حفيدة مهنا الصالح أبا الخيل وهي نورة آل مهنا أبا الخيل فهي تكون حرم الملك عبد الله بن عبد العزيز.[بحاجة لمصدر]
3. يعود بعض السكان بأصله إلى (عنجرة) في شرقي الأردن.[بحاجة لمصدر]
4. عائلة الياغي تعود لال سيف من بطون قبيلة شمر وقد هاجروا في أيام الدولة العثمانية وقد كانوا يسكنون مدينة حائل وبسبب الحرب بين آل سعود وابن رشيد خرجوا إلى الأردن وفلسطين ولبنان وسوريا وهم الآن من أكبر القبائل في دول الشام ولهم مراكز سياسية ولهم تجارات وعقارات وخاصة المتواجدون في الأردن وفلسطين يحملون الشهادات العالمية ومنهم الآن أحد خبراء الكيمياء التسعة على العالم ويعيش في أمريكا ومنهم أيضاً الدكتور عبد الرحمن ياغي عميد كلية التربية بالجامعة الأردنية والدكتور إسماعيل ياغي عضو هيئة التدريس بجامعة الامام.[بحاجة لمصدر]
5. عائلة السيد ومسلم من أصل مصري يعود لعائلة الجرجاري.[بحاجة لمصدر]

## الفنون الشعبية
هناك فن شعبي نبالي متفرد تقريباً، وهو “الصحجة” النبالية، نسبة إلى قرية بيت نبالا، يشارك فيها أهالي قرية الْمَسْمِيَّة في جنوب فلسطين، كما تشتهر بالدبكة بأنواعها، وسهرات الأعراس التي قد تمتد إلى الفجر بضعة أيام متتالية، وحسب مقدرة صاحب العرس، حيث يُنصب موقد النار، ويوضع فوقه «دست» الشاي الذي يتسع لحوالي جرة أو جرتين من الماء، ويصطف الرجال صفين متقابلين لأداء “الصحجة” والدبكة والغناء.

## المستعمرات
في عام 1949 م أقام اليهود مستعمرات على أراضي المسمية وهي:
1- مستعمرة (بني رعيم - Beney R’eym) كان بها في نهاية عام 1950م (295) يهودياً.
2- مستعمرة (نتيفا ـ Ntiva) كان بها في نهاية عام 1950م (71) يهودياً.
3- مستعمرة المسمية أ (Masmiya A) كان بها 427 يهودياً في نهاية عام 1950م.
4- مستعمرة المسمية ب (Masmiya B) كان بها 306 من اليهود في نهاية عام 1950م.
5- مستعمرة (مشمية شالوم) أقامها اليهود في عام 1958م.
6- مستعمرة (الشاوة) أقامها اليهود في عام 1976م.
7- مستعمرة (شووات بيروريم).

## خربة السلُّوجَة
تقع بعض الخرب في جوار المسمية إلاّ أنّ أهمها الخربة المعروفة باسم (خربة السلُّوجَة)، وتحتوي على (أساسات من الدبش وصهاريج وخزانات متهدمة وفسيفساء وشقف فخار على سطح الأرض) (الوقائع الفلسطينية 1557 م). وتقع هذه الخربة على الطريق العام الموصل إلى الرملة ويافا وعلى نحو 3 كم للشمال الغربي من المسمية الكبيرة.
و (سَلُّوجة) تحريف (سَنَاجِيـَة) التي ذكرها يافوت في معجم البلدان بقوله: (بوزنَ كراهِيَة وَرَفاهِية) قرية بقرب عسقلان وقيل هي من قضاء الرملة. وهي قرية أبي قِرَصافة صاحب رسول الله صلّى الله عليه وسلّم. وأبو قرصافة هو الصحابي (جندرة بن حبشية… وقيل اسمه قيس بن سهل) والرأي المعول عليه ان القبر المعروف باسم قبر أبي هريرة، في قرية (يبنا) المجاورة، هو قبر أبو قرصافة، كما ذكر ذلك السائح الهروي المتوفي عام 611 ه‍ في سياحته والعلامة بدر الدين العيني المتوفي سنة 855 ه‍‍ في كتابه عمدة القاري شرح صحيح البخاري.
وقد روى بعض المحدّثين (سِنَّاجِيَة) بكسر أوله وتشديد ثانية وتخفيف الياء. ينسب إليها، أبو إبراهيم روح بن يزيد السناجي من رجال القرن الثالث الهجري… وأبو زيّان طيّب بن زيّان القاسطي السناجي العسقلاني.